# Bolsa de Valores de Belgrado
A Bolsa de Valores de Belgrado (BELEX, em sérvio: Београдска берза; romaniz.: Beogradska berza) é uma bolsa de valores sediada em Belgrado, Sérvia.  A Bolsa de Valores foi fundada em 1894 no Reino da Sérvia, depois que o Rei proclamou a Lei da Bolsa de Valores de 1886. Atualmente, a Bolsa de Valores de Belgrado é um membro observador da Federação das Bolsas de Valores Euroasiáticas (FEAS) e um membro associado da Federação das Bolsas de Valores Europeias (FESE). 

## História
Serviu como bolsa de valores para o Reino da Sérvia, Reino da Iugoslávia, República Socialista Federativa da Iugoslávia, República Federal da Iugoslávia e Sérvia e Montenegro.
Em 22 de fevereiro de 2016, a Bolsa de Valores de Belgrado decidiu aderir à SEE Link, uma rede regional patrocinada pelo BERD para negociação de títulos. 
A Bolsa de Valores de Belgrado é membro da Federação das Bolsas de Valores Euroasiáticas.

## Índices
A Bolsa de Valores de Belgrado tem atualmente dois índices: 
- BELEXline, o índice de referência geral da Bolsa de Valores de Belgrado.
- BELEX15, representando as 15 ações mais líquidas.